# Nguyễn Thị Diệu
Nguyễn Thị Diệu (11 tháng 6 năm 1926 – 10 tháng 7 năm 1955) là nhà hoạt động trong phong trào giải phóng dân tộc, thống nhất đất nước của Việt Nam.

## Gia đình
Nguyễn Thị Diệu (1926-1955) quê, xã Phổ Phong, thị xã Đức Phổ, Quảng Ngãi. Bà là con của Thựơng Thư Nam triều Nguyễn Hiền. Lúc nhỏ, bà theo thân phụ đang làm quan ở Rạch Giá nên học tiểu học ở đó. Sau bà lên Sài Gòn học Trường Marie Curie và đỗ tú tài.

## Sự nghiệp cách mạng
Cách mạng Tháng Tám bùng nổ, bà tham gia hoạt động trong Đoàn phụ nữ cứu quốc Sài Gòn và khi hợp nhất các tổ chức phụ nữ kháng chiến ở Nam Bộ, bà được bầu vào Ban chấp hành Hội Liên hiệp phụ nữ Việt Nam. Bị kẻ thù truy bắt, năm 1950 bà ra bưng biền Tây Nam bộ hoạt động, tự mình bơi thuyền đi tới các xã hẻo lánh, xa xôi để hoạt động cách mạng. Năm 1952 bà về huyện Kế Sách phụ trách thuế nông nghiệp. Sau Hiệp định Genève bà được phân công vào nội thành công tác.
Tại thành phố, bà vào dạy tại trường Trung học Đức Trí, hoạt động trong Nghiệp đoàn giáo học tư thục và trong phong trào hòa bình Sài Gòn - Chợ Lớn.
Ngày 6/7/1955, bà bị chính quyền Ngô Đình Diệm bắt và bị thủ tiêu tại Thủ Đức, lúc đang mang thai ba tháng với người chồng là nhà báo cách mạng Phạm Phong Lẫm (bút danh Hoa Lư).
Ủy ban nhân dân Thành phố Hồ Chí Minh quyết định lấy tên của bà đặt một con đường và một ngôi trường tại Quận 3.